# جوردی مارتین
جوردی مارتین (انگلیسی: Jordi Martín؛ زادهٔ ۷ فوریهٔ ۱۹۹۱) بازیکن فوتبال اهل اسپانیا است.
از باشگاه‌هایی که در آن بازی کرده‌است می‌توان به باشگاه فوتبال لاس پالماس و باشگاه فوتبال رئال مادرید سی اشاره کرد.